# بینان
بینان (به لاتین: Biñan) یک منطقهٔ مسکونی در فیلیپین است که در لاگونا واقع شده‌است.